# René Primevère Lesson
René Primevère Lesson (Rochefort, Charente-Maritime, 20 de março de 1794 – Rochefort, 28 de abril de 1849) foi um cirurgião e ornitólogo francês.

## Biografia
René Primevère Lesson nasceu em  Rochefort e entrou na Escola de Medicina Naval em Rochefort aos dezesseis anos. Ele serviu na Marinha Francesa durante as Guerras Napoleônicas; em 1811, foi o terceiro cirurgião na fragata "Saale" e em 1813 foi o segundo cirurgião no "Regulus".
Ao retornar a Paris, passou sete anos preparando a seção sobre vertebrados para o relato oficial da expedição: "Voyage autour du monde entrepris par ordre du Gouvernement sur la corvette La Coquille" (publicado de 1826 a 1839). Durante este período, ele também produziu "Manuel d'Ornithologie" (1828), "Traité d'Ornithologie" (1831), "Centurie Zoologique" (1830-1832) e "Illustrations de Zoologie" (1832-35)). Lesson também publicou várias monografias sobre beija-flores e um livro sobre aves do paraíso:
- Histoire naturelle des oiseaux-mouches. ouvrage orné de planches... (1829-1831).
- Histoire naturelle des Colibris suivie d'un supplement a l'histoire naturelle des oiseaux-mouches (1831–32).
- Les trochilidées ou les colibris et les oiseaux-mouches (1832).
- Histoire naturelle des oiseaux de paradis et des épimaques; ouvrage orné de planches, dessinées et gravées par les meilleurs artistes (1835).

### Sobre a seus textos
- Baillière, J.B. (1840). Species des mammifères bimanes et quadrumanes; suivi d'un mémoire sur les Oryctéropes, Paris.
- Duquy, Raymond (1995). René Primevère Lesson. Un voyage autour du monde. in Aventures scientifiques. Savants en Poitou-Charentes du XVIe au XXe siècle (DHOMBRES J., dir.), Les éditions de l’Actualité Poitou-Charentes (Poitiers) : 136–147. ISBN 2-911320-00-X
- Lefèvre, M. A. (1850). Élogie historique de R.-P. Lesson. Rochefort, France: Henry Loustau.
- Rallet, Louis. (1953). Un naturaliste saintongeais: René-Primevère Lesson (1794–1849). Annales de La Société des Sciences Naturelles de la Charente-Maritime, vol. III, no. 8, pp. 77–131.